# Mu Draconis
Mu Draconis (Arrakis, Errakis, Al Rakis, 21 Draconis) é uma estrela dupla na direção da constelação de Draco. Possui uma ascensão reta de 17h 05m 20,18s e uma declinação de +54° 28′ 11,5″. Sua magnitude aparente é igual a 4,91. Considerando sua distância de 88 anos-luz em relação à Terra, sua magnitude absoluta é igual a 2,76. Pertence à classe espectral F5.